# Acadèmia Aldina
L'Acadèmia Aldina fou una acadèmia formada a Venècia a l'entorn de l'editor local Aldo Manuzio, a finals del segle xv.
Estava orientada cap a l'arqueologia i la filologia, en especial la revisió dels texts clàssics.